# Argulus alosae
Argulus alosae is een visluizensoort uit de familie van de Argulidae. De wetenschappelijke naam van de soort is voor het eerst geldig gepubliceerd in 1841 door Gould.

## Ecologie
Visluizen zijn vaak gastheerspecifieke parasieten. Deze soort komt vooral voor op de bronforel maar ook op haringachtigen zoals Brevoortia tyrannus en de haring.